# Vandana Siva
Vandana Siva (Hindi: वन्दना शिवा; Dehradún, Uttarakhand, India, 1952. november 5. –) indiai fizikus, ökológus, feminista és génmanipuláció-ellenes aktivista.
A nonprofit Navdanya (kilenc mag) tudományos, technológiai és ökológiai kutatóalapítvány alapítója és igazgatója, amely indiai gazdákat oktat az erőszakmentes és változatos mezőgazdaság alapelveire.

## Művei
- 2005: Életben maradni: nők, ökológia és fejlődés
- 2007: Manifestos on the Future of Food and Seed, (angolul)
- 2008: Soil Not Oil, South End Press (angolul)
- 2010: Staying Alive, South End Press (angolul)
- 2023: Egység kontra 1% - A hamis illúziók felszámolása, a szabadság magvainak elhintése, Pallas Athéné, ISBN 9789635731763